# Inishark
Inishark eller Inishshark (Inis Airc på iriska; även känd som Shark Island, sv: Hajön) är en liten ö i närheten av den större ön Inishbofin i County Galway på Irland. Ön är numera obebodd, de sista 23 invånarna av den tidigare isolerade fiske- och jordbrukssamhället evakuerades från ön 1960. Öborna hade inte haft möjlighet att lämna ön på flera månader under vintern och myndigheterna valde att bosätta dem på fastlandet istället för att bygga en dyr brygga på ön. Inishark består liksom Inishbofin nästan helt av skiffer och lerskiffer från silur. Ön reser sig 100 meter över havsytan.
Dokumentären Inis Airc, Bás Oileáin (Inishark, Death of an Island), filmad 2006, berättar om evakueringen sett ur de överlevande öbornas perspektiv.
Öns skyddshelgon var Sankt Leo. Ruinerna från en 1800-talskyrka uppkallad efter honom finns fortfarande på Inishark. 